# آتسوشی ایماروکا
آتسوشی ایماروکا (انگلیسی: Atsushi Imaruoka; ۲۳ مهٔ ۱۹۷۲ – ) صداپیشه اهل ژاپن بود. وی از سال ۲۰۰۱ میلادی تاکنون مشغول فعالیت بوده‌است.